# Hyperbaenus virgo
Hyperbaenus virgo är en insektsart som beskrevs av Brunner von Wattenwyl 1888. Hyperbaenus virgo ingår i släktet Hyperbaenus och familjen Gryllacrididae. Inga underarter finns listade i Catalogue of Life.